# Biskopstorp
Biskopstorp este o arie protejată (arie specială de conservare — SAC, sit de importanță comunitară — SCI, arie de protecție specială avifaunistică — SPA) din Suedia întinsă pe o suprafață de 758 ha, integral pe uscat.

## Localizare
Centrul sitului Biskopstorp este situat la coordonatele 56°47′43″N 12°53′11″E / 56.7952°N 12.8865°E.

## Înființare
Situl Biskopstorp a fost declarat sit de importanță comunitară în ianuarie 1997 pentru a proteja 5 specii de animale. Alte tipuri de protecție:
- arie de protecție specială avifaunistică (în iulie 2000)[2]
- arie specială de conservare (în martie 2011)[1][3][4]

## Biodiversitate
Situată în ecoregiunile boreală și continentală, aria protejată conține 8 habitate naturale: Mlaștini împădurite, Păduri caducifoliate de mlaștină fino-scandinave, Pante stâncoase silicioase cu vegetație casmofită, Mlaștini turboase de tranziție și turbării mișcătoare, Mlaștini oligotrofe degradate, capabile încă de regenerare naturală, Lacuri și iazuri distrofice naturale, Păduri de fag Luzulo-Fagetum, Păduri acidofile de stejar bătrân cu Quercus robur pe câmpii nisipoase.
La baza desemnării sitului se află mai multe specii protejate de  păsări (5): caprimulg (Caprimulgus europaeus), ciocănitoare neagră (Dryocopus martius), muscar (Ficedula parva), ciuvică (Glaucidium passerinum), viespar (Pernis apivorus).